# École nationale supérieure d'agronomie de Grignon
L'École nationale supérieure agronomique de Grignon est une école fondée en 1826 qui a été successivement institution royale, école régionale, puis école nationale. La vocation est restée inchangée : former des spécialistes en sciences agronomiques. Le diplôme qu'elle délivre se voit accorder le titre d'ingénieur en 1908. L'école est ensuite intégrée au sein de l'Institut national agronomique Paris-Grignon (INA P-G) en 1971, qui devient « AgroParisTech » en 2007. C'est la plus ancienne des écoles d'agronomie françaises.

## Historique

### Institution royale agronomique de Grignon (1827 - 1848)

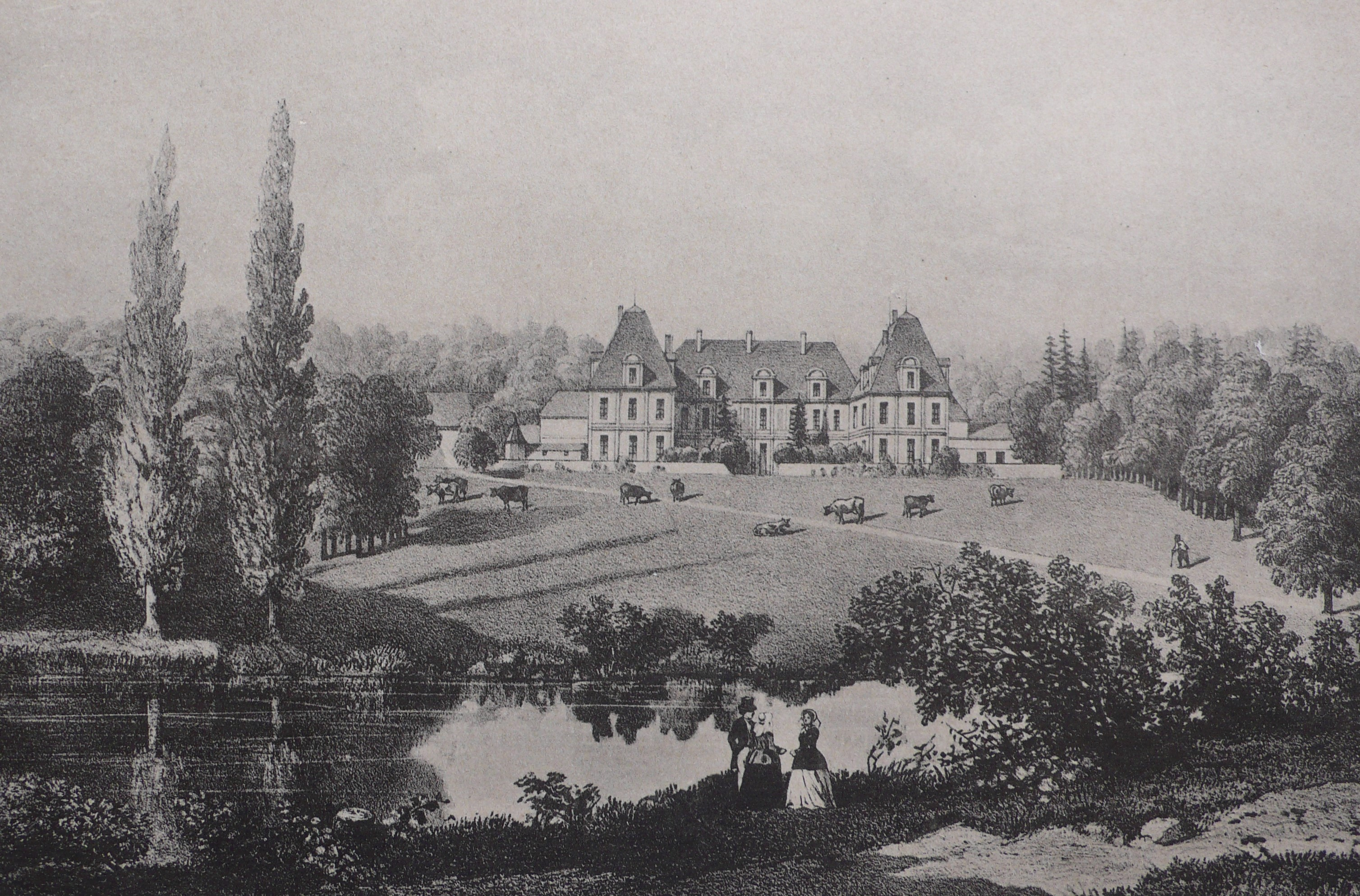
Le château de Grignon vers 1860.

L'Institution royale agronomique de Grignon a été fondée en 1826  par le roi Charles X à la demande de la Société royale agronomique. Elle est située à Grignon, dans le parc de 500 hectares et le château construit en 1636 par Nicolas de Bellièvre, marquis de Grignon et seigneur de Neauphle.
Cette société, fondée par des grands propriétaires et des savants pour diffuser des connaissances scientifiques, recherchait un site à proximité de Paris avec un grand domaine agricole, pour mener à bien des recherches sur les cultures.
En 1826, le roi Charles X, achète le domaine de Grignon à la veuve du maréchal d'Empire Bessières et en confie le bail pour quarante années à la Société royale agronomique qui y créé l'Institution royale, par ordonnance royale du 23 mai 1827.
C'est une école d'agriculture et agronomie qui reçoit ses premiers élèves en 1828 et le premier directeur est Auguste Bella .

### École d'agriculture régionale, impériale puis nationale (1848 - 1960)

#### L'école régionale d'agriculture (1848 - 1852)
À la suite de la loi du 3 octobre 1848 organisant l'enseignement agricole en France, l'école passe sous le contrôle de l'État. Elle devient école régionale d'agriculture au même titre que celle de Grandjouan à Nozay et de l'Institut de la Saulsaie dans l'Ain. Elle obtient alors le titre d'école régionale.

#### L'école impériale d'agriculture (1852 - 1870)

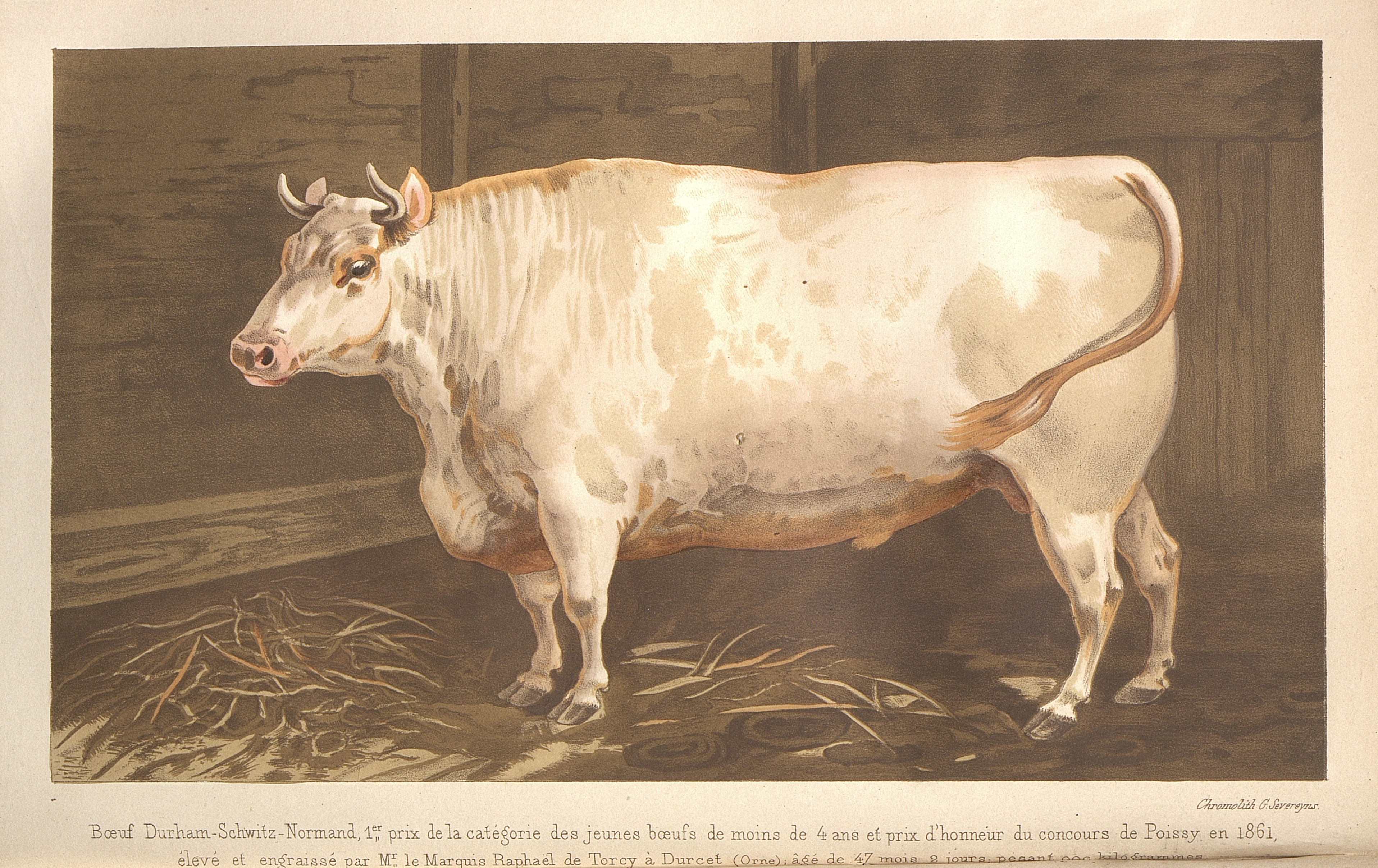
Bœuf Durham Schwitz Normand.

Avec le changement de régime politique, ces trois écoles deviennent écoles impériales en 1852. L’État, qui obtient la direction complète de l'établissement en 1866, à l'expiration du bail. 
En 1859, l'école est composée, autour du château et des communs, de différents bâtiments tels que la ferme, divisée en deux cours. Il y a aussi une écurie qui abrite vingt juments (percheronne, normande, bretonne, boulonnaise, suffolk, cleveland) et des chevaux hongres. Une bouverie abrite dix bêtes de race schwitz, durham et limousine. La vacherie quant à elle abrite cent bêtes (schwitz, durham, normande et bretonne), dont le principal but est la production de lait. La porcherie abrite quarante truies mères et quatre verrats, de race anglaise (hampshire et berkshire) et sont à Grignon depuis l'origine de l'établissement. Il y a également une bergerie, une basse-cour de trois-cent volailles et une magnanerie pour l'élevage des vers à soie. Une partie de la cour sert de plate-forme à fumier. L'école comprend également une fabrique d'instruments aratoires qui conçoit des charrues, des herses, des bineurs etc. Ainsi qu'un hangar pour la fabrication des tuyaux de drainage construit par M. Grandvoisin, professeur de génie rural. Pour finir, l'ensemble comporte également des silos creusés dans le sable pour conserver les racines, des jardins potagers, des jardins d'étude avec des collections de plantes, une féculerie, une distillerie de betteraves et un magasin pour vendre les outils de la fabrique.

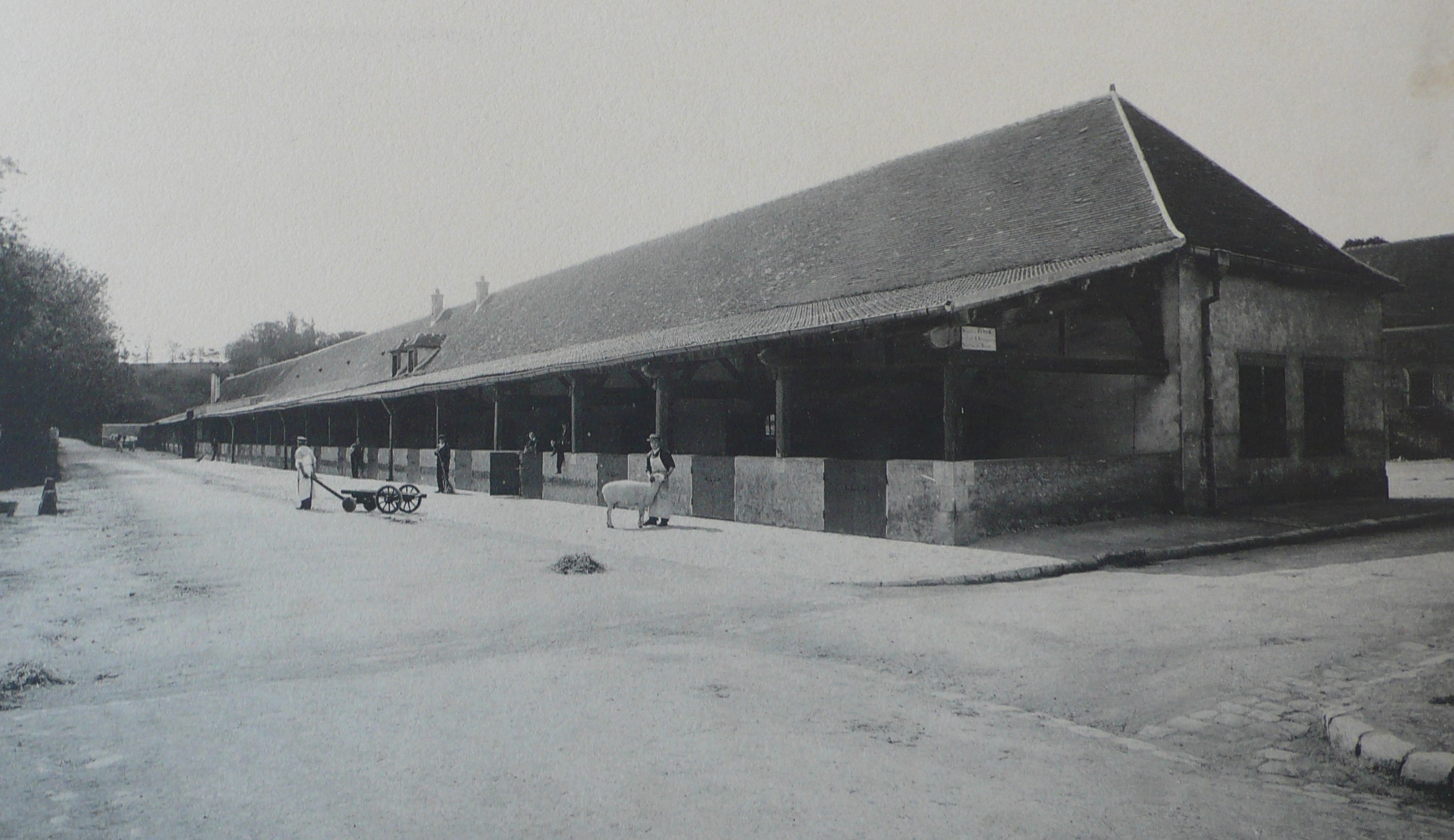
Bergerie.
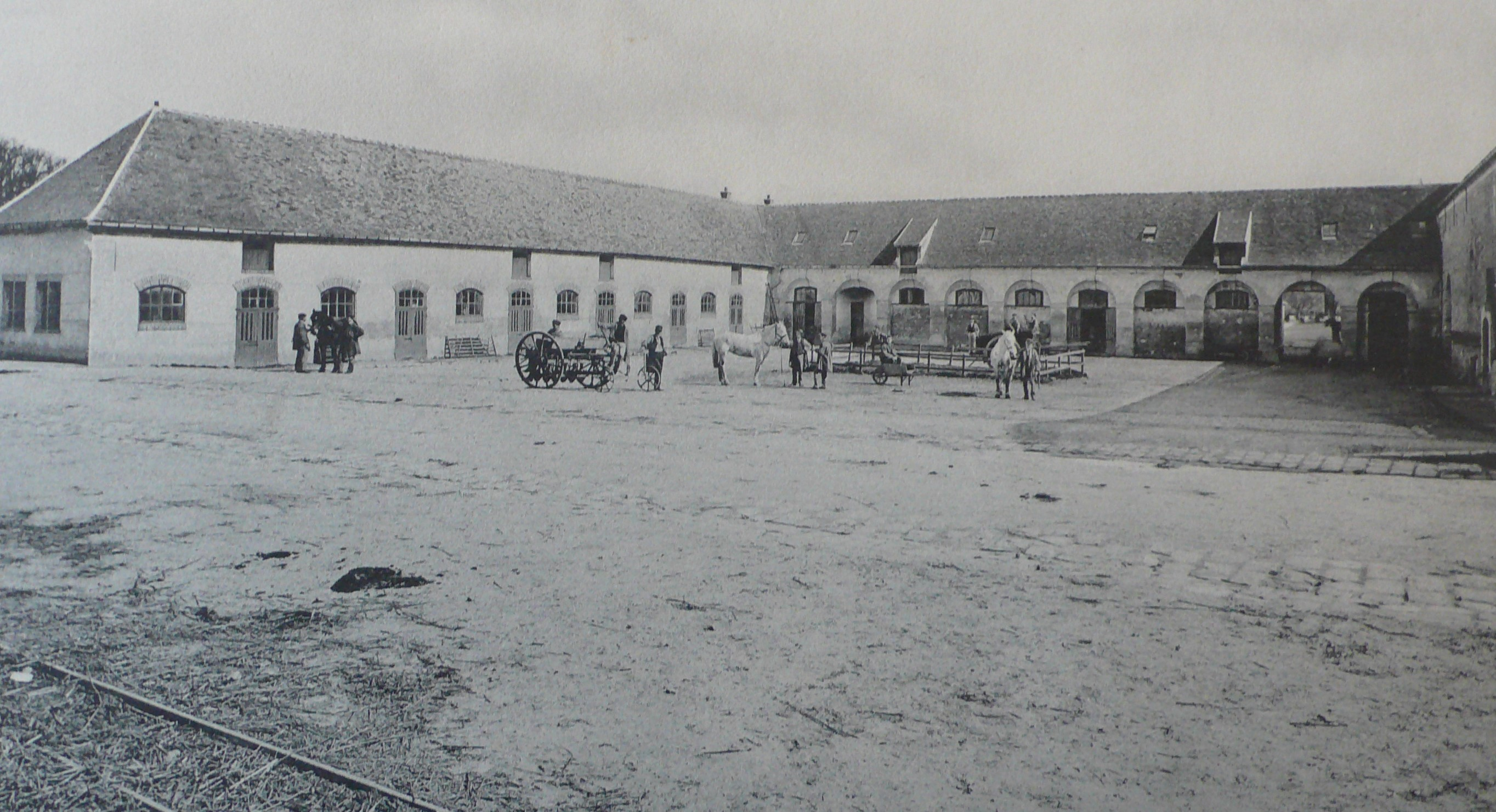
Première cour de ferme.
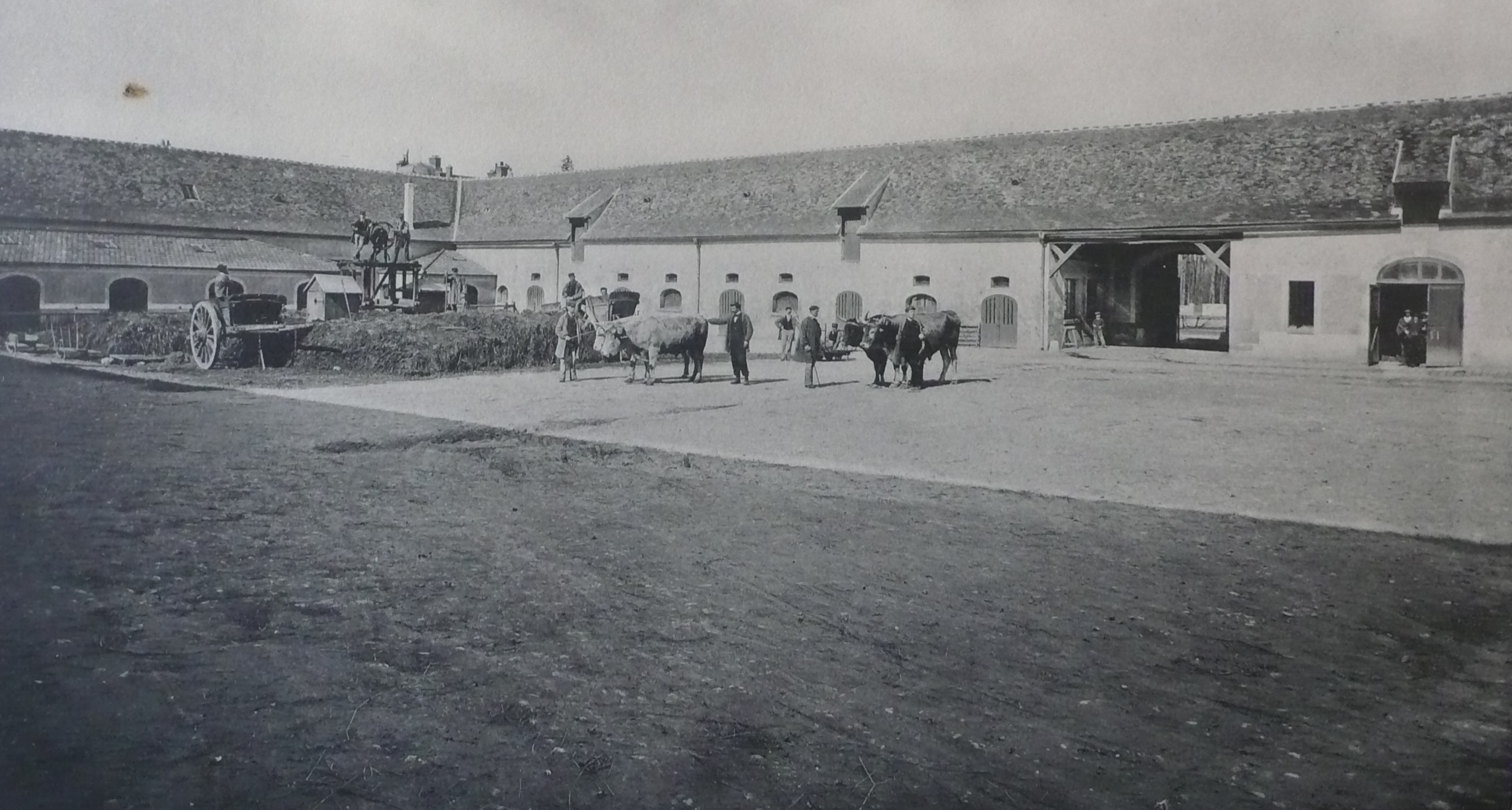
Seconde cour de ferme.
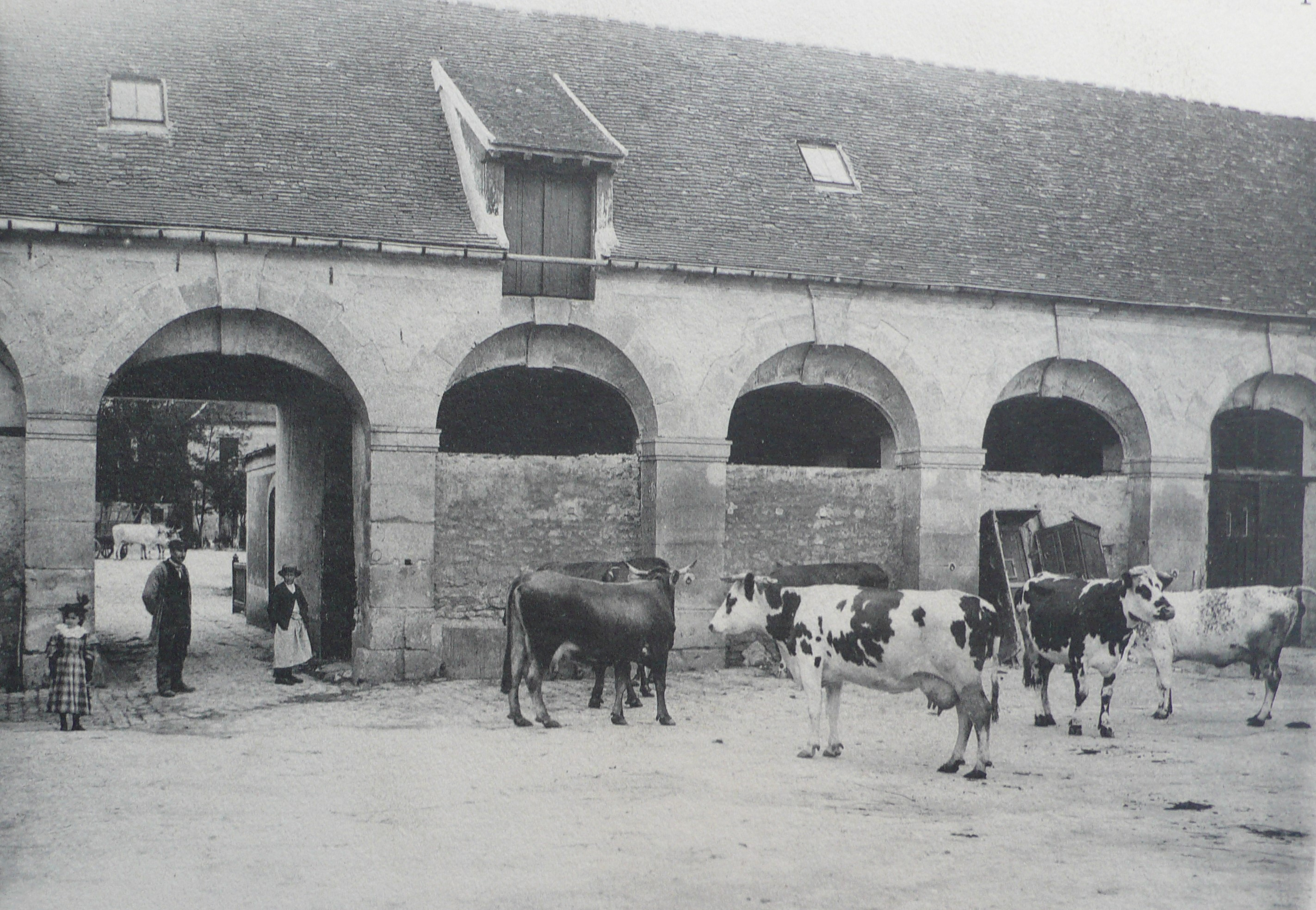
Écurie et abreuvoir.
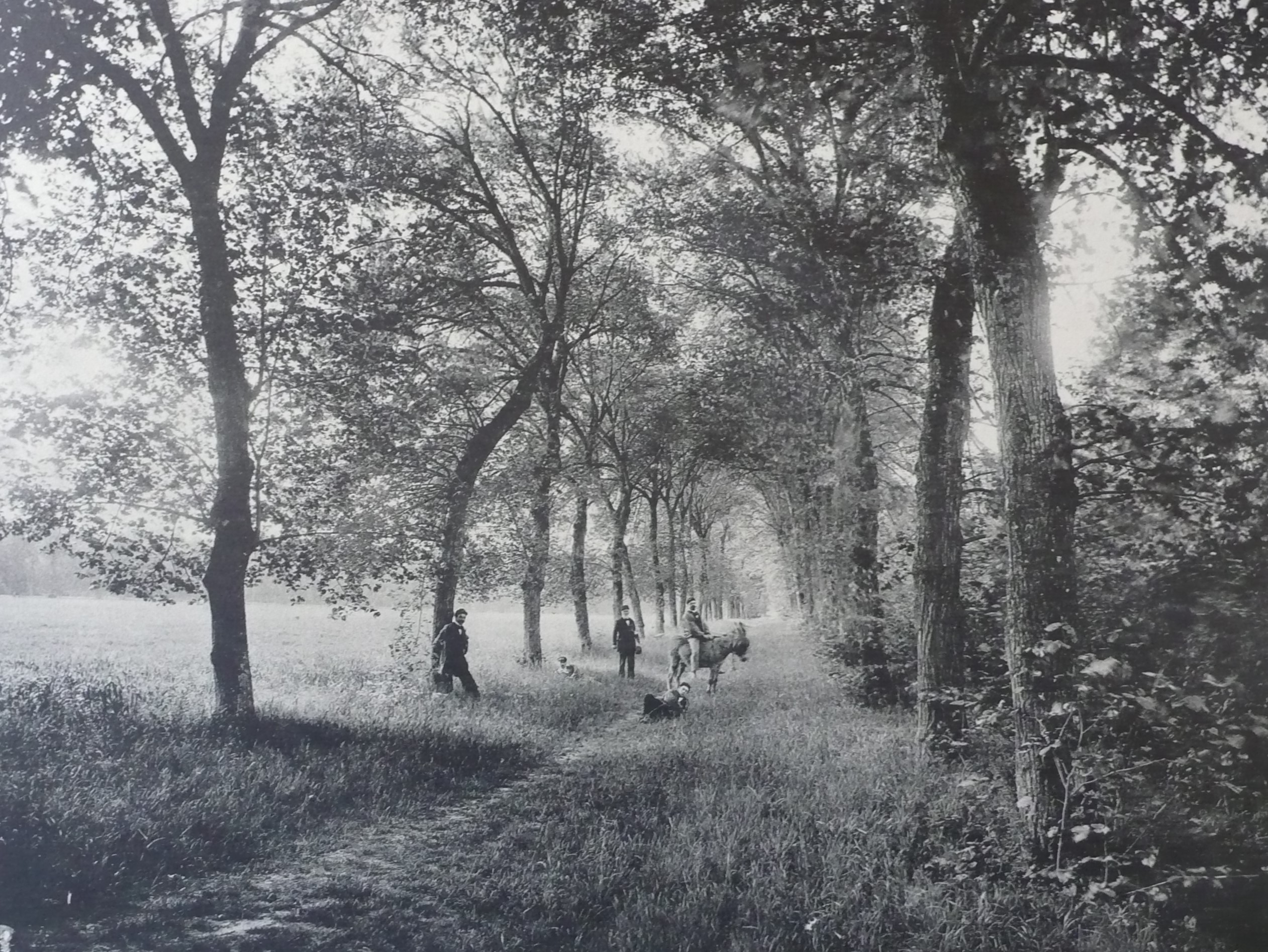
Allée des tilleuls.

La Société agronomique est toujours chargée de l'exploitation du domaine, mais, le bail étant arrivé à terme, la Société agronomique est peu disposée à le renouveler. Pourtant, la fabrique d'instruments agricoles est en pleine prospérité. La fin de parution des Annales de Grignon en 1855 rend les données plus irrégulières, concernant les résultats de l'exploitation, mais les résultats montrent de bons rendements. L'idée est donc proposée d'organiser entre les anciens élèves une nouvelle société agronomique, par actions, pour l'exploitation du domaine, en remplacement de la société agronomique d'origine, tout en laissant l'instruction agricole aux mains du gouvernement.

#### L'école nationale d'agriculture à partir de 1870

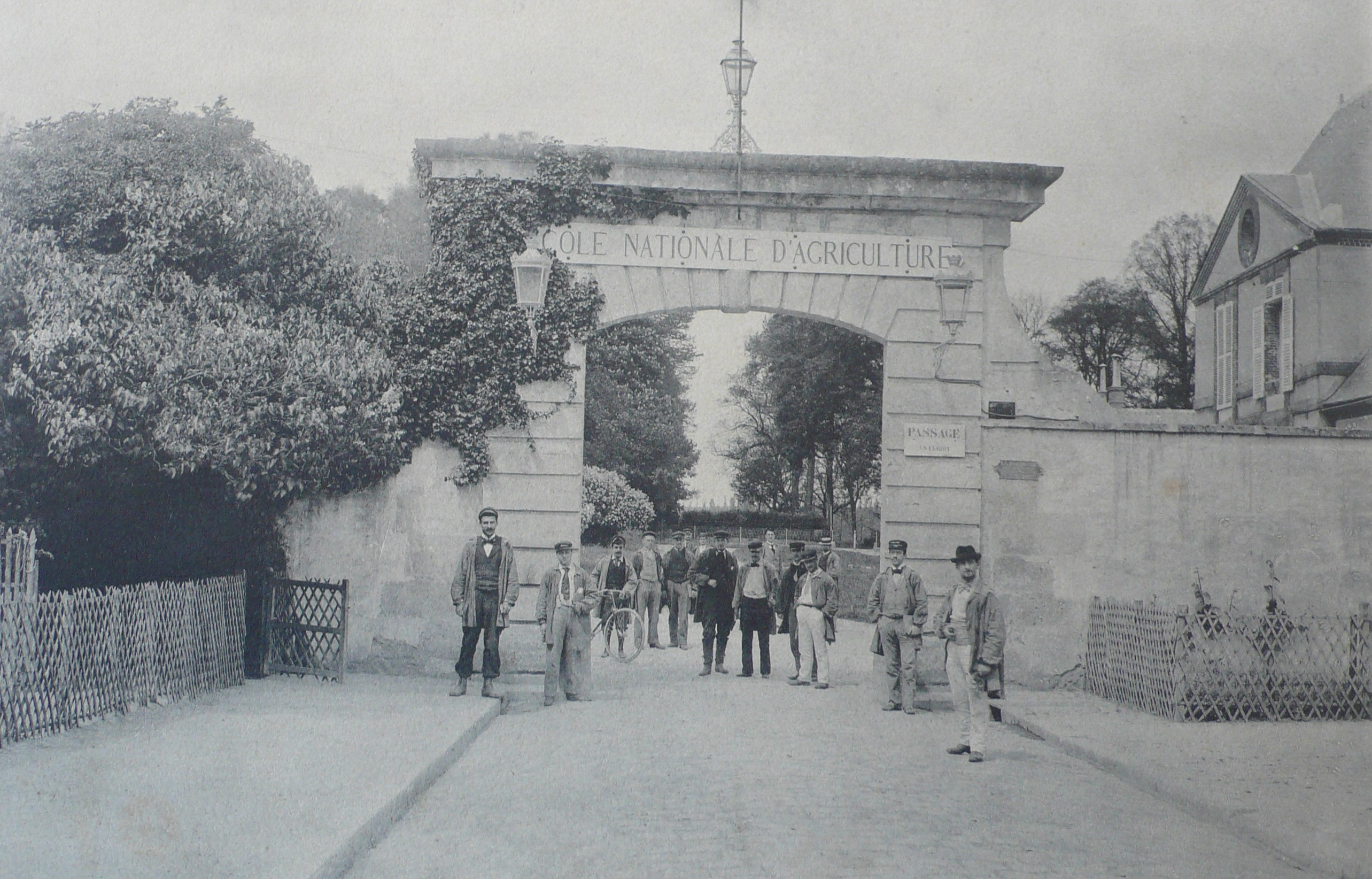
Portail d'entrée de l'école nationale d'agriculture.

À la fin du Second Empire, en 1870, l'établissement devient une des trois écoles nationales d'agriculture ; délivrant un diplôme d'ingénieur agricole.
Avec la loi du 20 février 1892, le concours d'entrée devient commun avec les deux autres établissements : l'École nationale d'agriculture de Montpellier qui est la continuité de l'école de la Saulsaie, et l'École nationale d'agriculture de Rennes, qui est la continuité de l'école de Grandjouan.

### L'école durant les deux guerres mondiales
Tout comme d'autres écoles, l'établissement sert de rééducation après les blessures de guerre pour les « mutilés » de la Grande guerre.

Centre de rééducation des mutilés
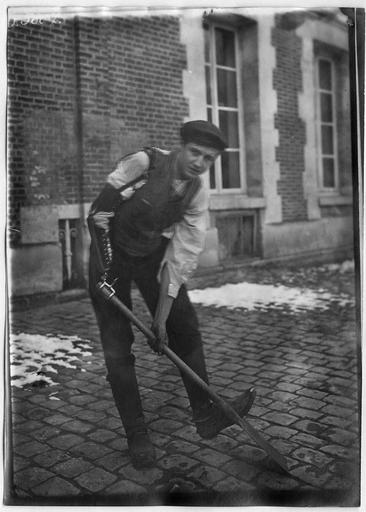
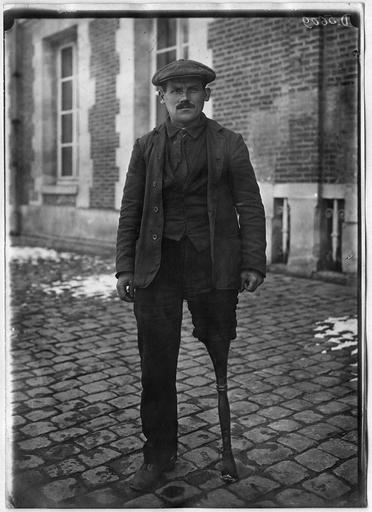

Durant la Seconde Guerre mondiale, l'école abrite l’état-major d’un groupe de résistants rattaché au réseau Prosper-PHYSICIAN.

### École nationale supérieure d'agronomie à partir de 1960

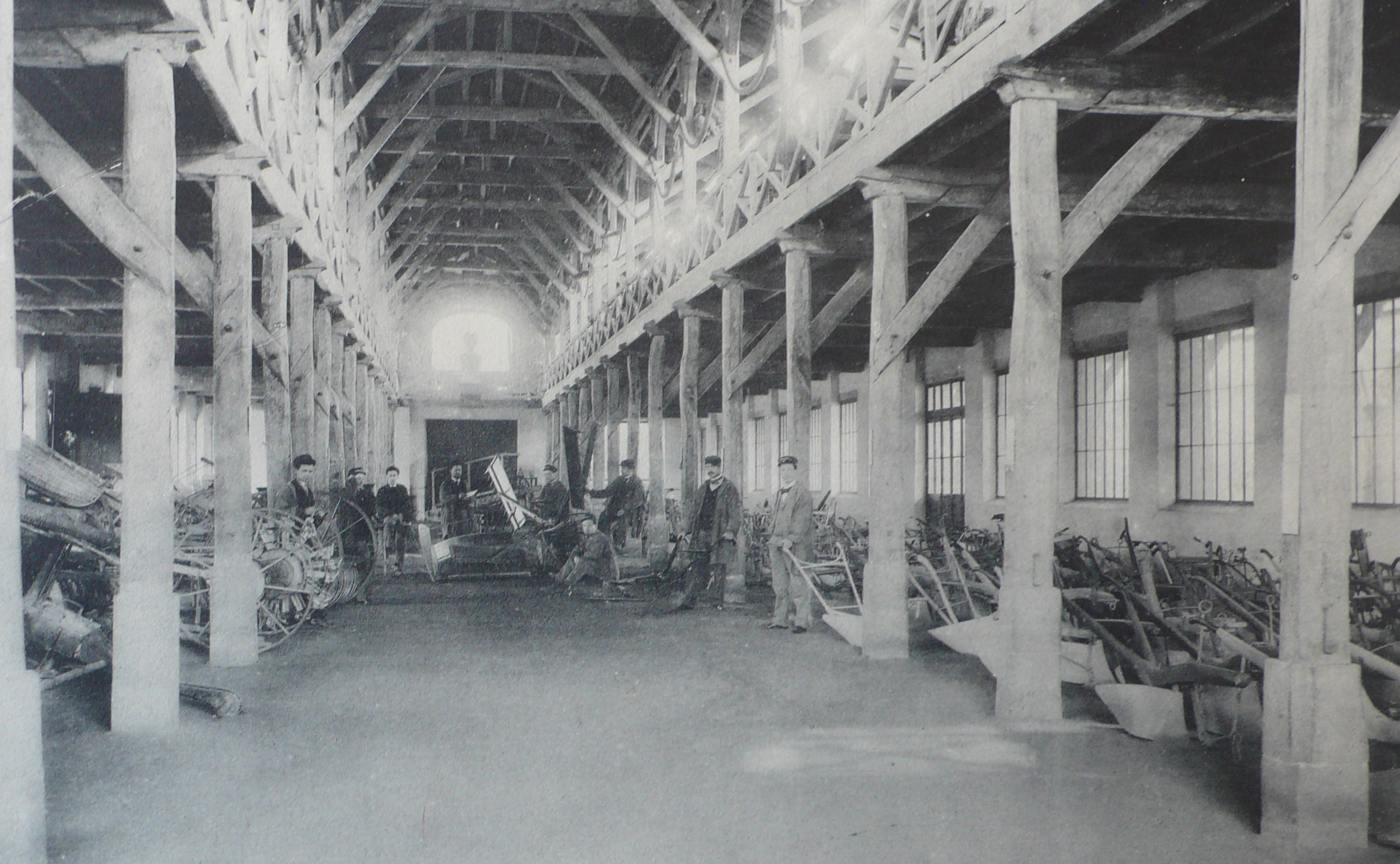
Machinerie de l'école.

La loi d'orientation agricole du 2 août 1960 réformant l'Enseignement supérieur agricole supprime le diplôme d'ingénieur agricole. L'établissement devient l'École nationale supérieure d'agronomie de Grignon délivrant un diplôme d'ingénieur agronome. Avec le décret du 7 janvier 1966, le concours d'admission devient commun à Grignon et aux autres Écoles nationales supérieures agronomiques. L'école est une école nationale supérieure agronomique.

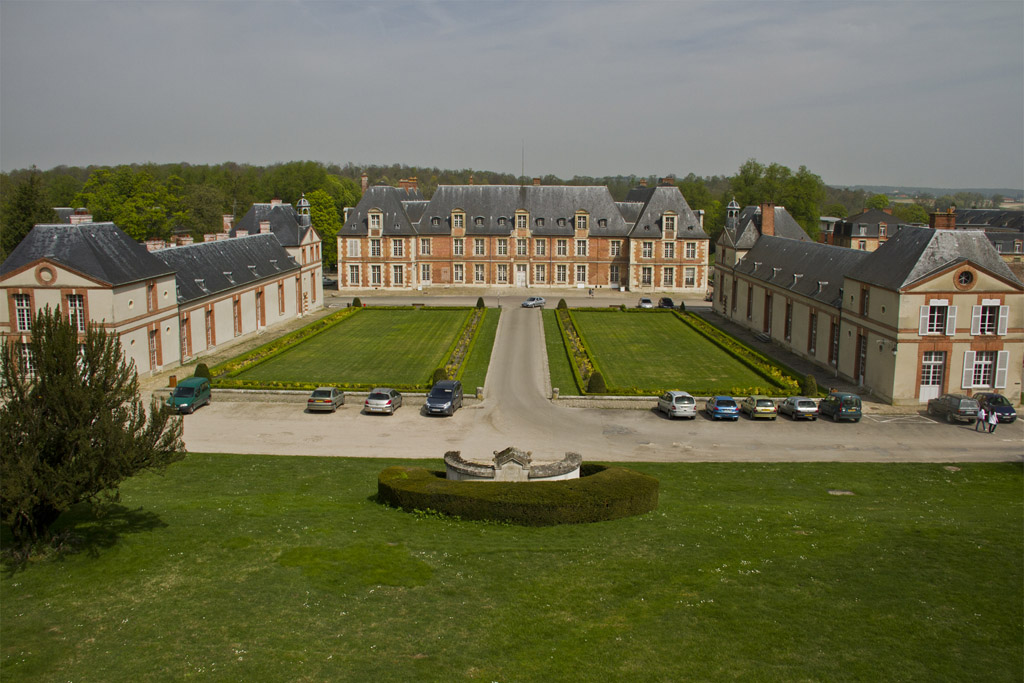
L'école nationale d'agronomie.

### Rattachement à l'institut national agronomique Paris-Grignon
En 1971, l'école fusionne en avec l’Institut national agronomique pour former l'Institut national agronomique Paris-Grignon (INA P-G). Le 1er janvier 2007, par fusion avec l'ENGREF et l'ENSIA, elle est devenue AgroParisTech : l'Institut des sciences et industries du vivant et de l'environnement.

### Vente des bâtiments

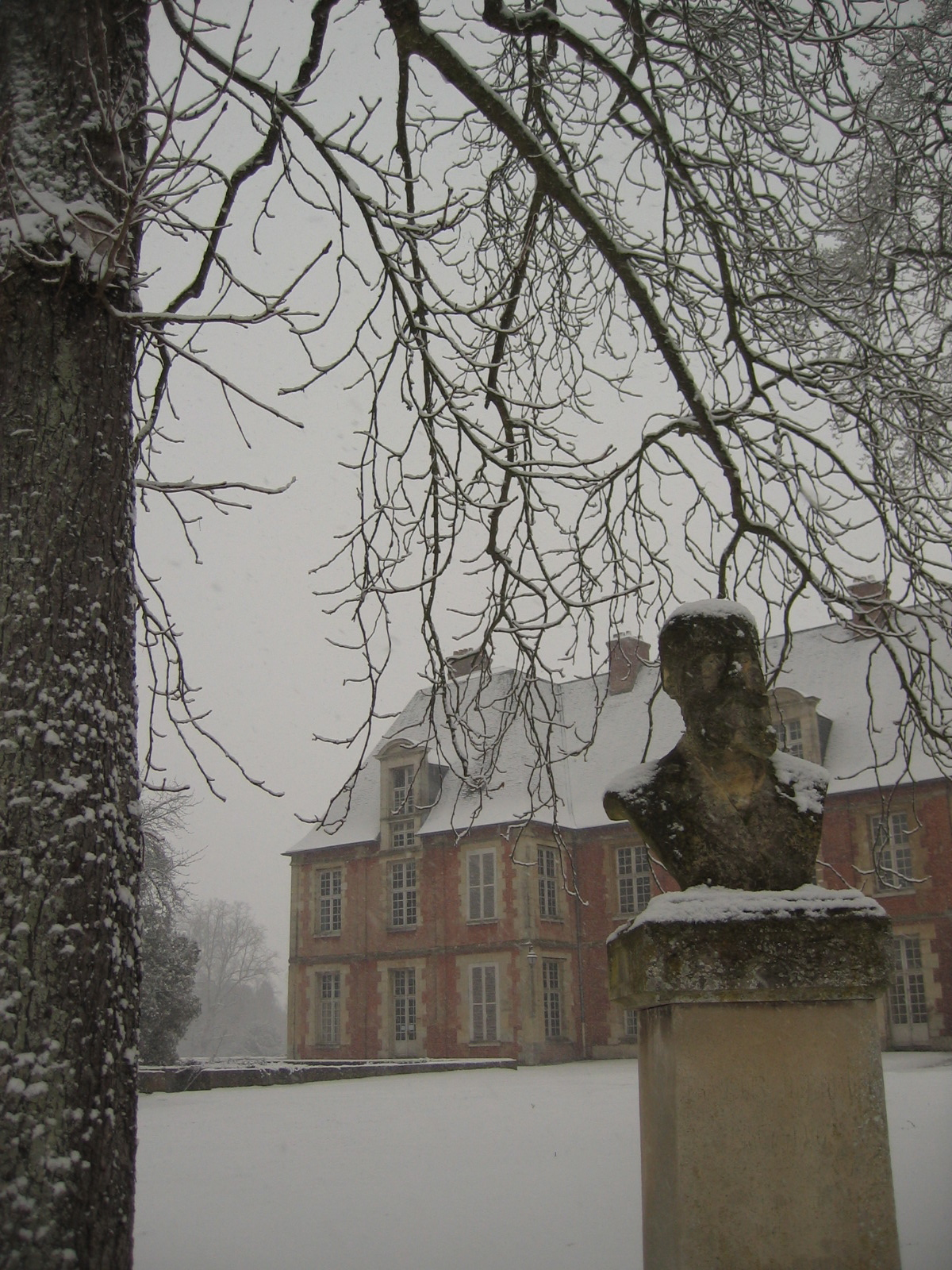
Le château de Grignon.

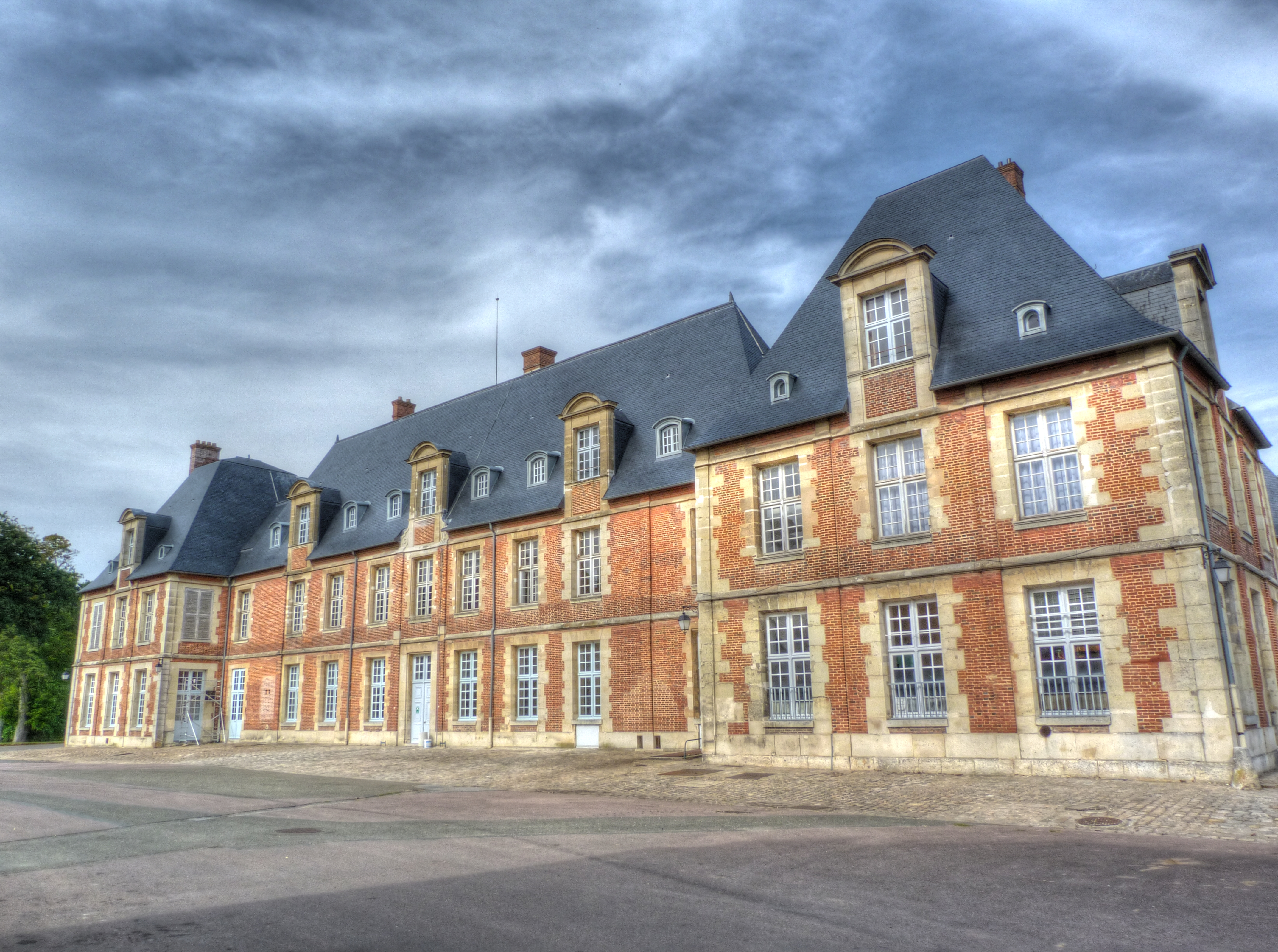
Château de Grignon.

Au printemps 2014, le ministère de l'Agriculture prévoit de mettre en vente une partie du site de Grignon, dans la perspective du déménagement d'AgroParisTech sur le plateau de Saclay. Fin 2015, le club de foot Paris Saint-Germain se déclare intéressé par le rachat d'une partie du domaine pour en faire son camp d'entrainement. Cette annonce suscite plusieurs oppositions en raison du patrimoine géologique et écologique du site. En 2018, le ministère met en vente les 310 hectares du site. Les candidats au rachat du site déposent leur offre auprès de l'État pour le mois de juillet 2020, les offres finales et chiffrées devant être faites pour la fin de la même année. En mars 2021, un collectif d'étudiants de l'École occupe les lieux, demandant que le projet le plus respectueux du domaine soit retenu par le gouvernement, et qu'il ne soit pas livré aux promoteurs immobiliers. En août 2021, l'État retient l'offre du promoteur immobilier Altarea Cogedim. Ce choix suscite des oppositions du projet concurrent Grignon 2026, d'élus locaux et d'anciens élèves. En septembre 2021, la communauté de communes Cœur-d'Yvelines (31 communes) dépose un recours gracieux auprès de l'État pour annuler la vente. En novembre 2021, la préfecture des Yvelines annonce l'abandon de la vente au promoteur et le lancement d'une nouvelle procédure de cession au second semestre 2022.

## Enseignements

### Témoignage d'un ancien élève
Le témoignage coloré de Jean-Pierre Boyer, qui fréquenta l'école entre 1946 et 1949, permet de se faire une idée du contenu des enseignements dispensés dans les années 1950 :
« À Grignon, on ne nous avait parlé que de variétés de blé, d'endives ou de poires, ce qui m'avait passablement rasé ! On nous avait parlé des bonnes laitières et du bon foin, ce qui m'avait laissé également indifférent. Les exposés auxquels j'avais eu droit sur les pigments anthocyaniques ne m'avaient guère non plus beaucoup passionné ! Les cours de bioclimatologie me paraissaient aussi assez fumeux ! Seuls, les cours de maths m'avaient vraiment intéressé. Il n'y avait pas de cours de philo, ni de cours de géographie agricole. Quant aux cours de zootechnie, ils ne faisaient jamais appel à la génétique. Toute la génétique qui était enseignée concernait le monde végétal. Exception faite de quelques considérations sur la drosophile ! »

### Des cours pratiques

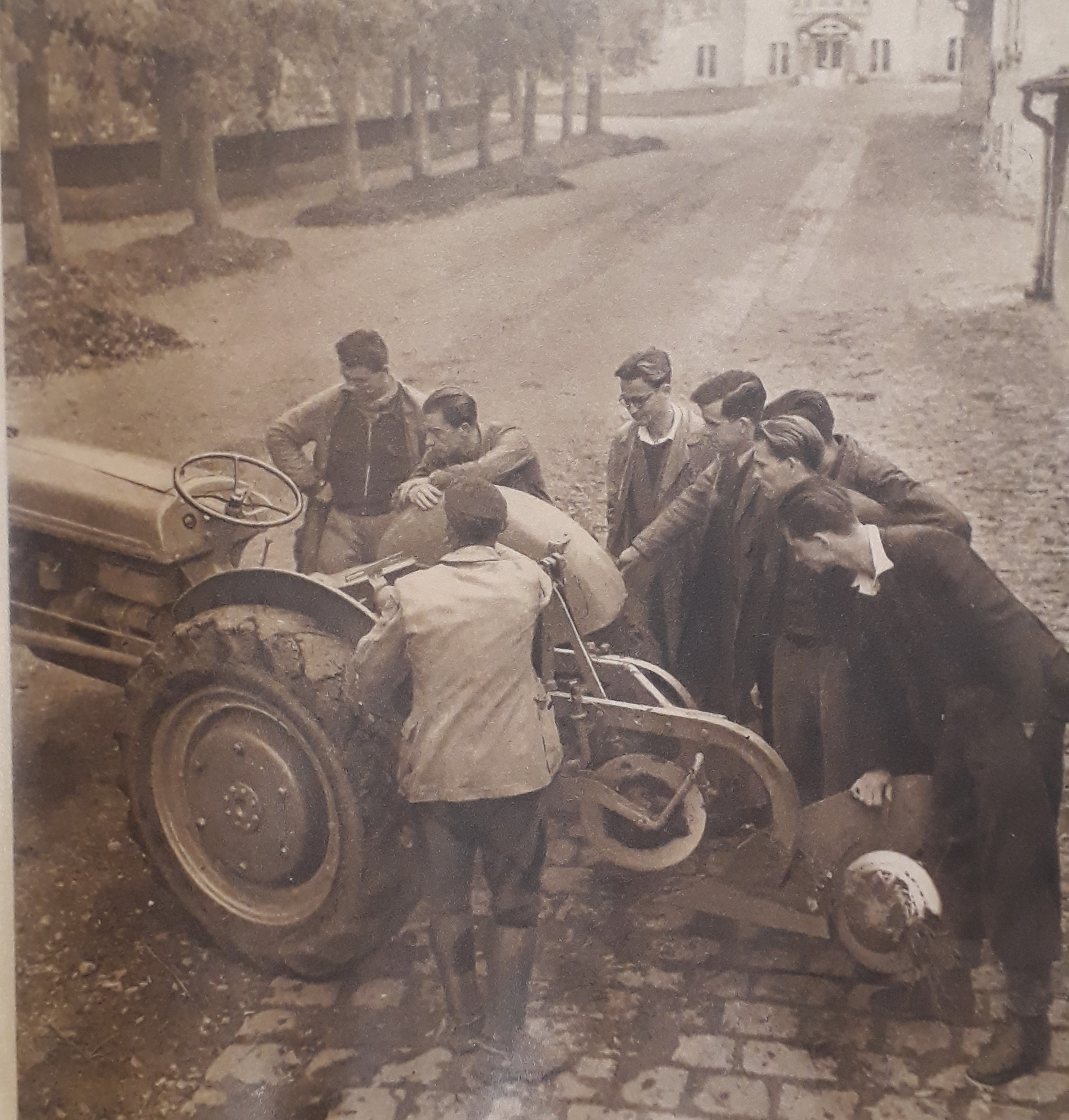
Machinisme agricole.
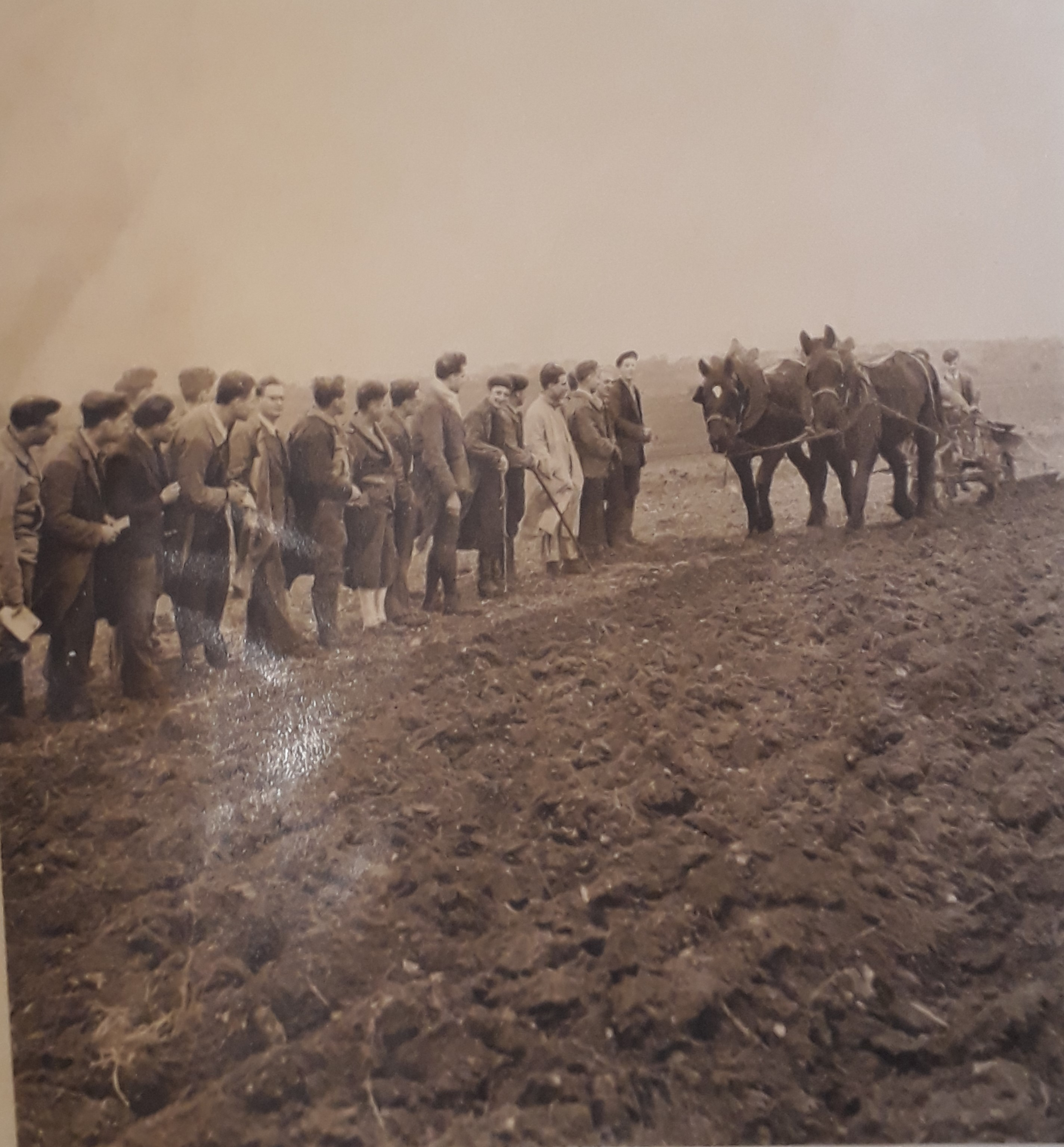
Labour.
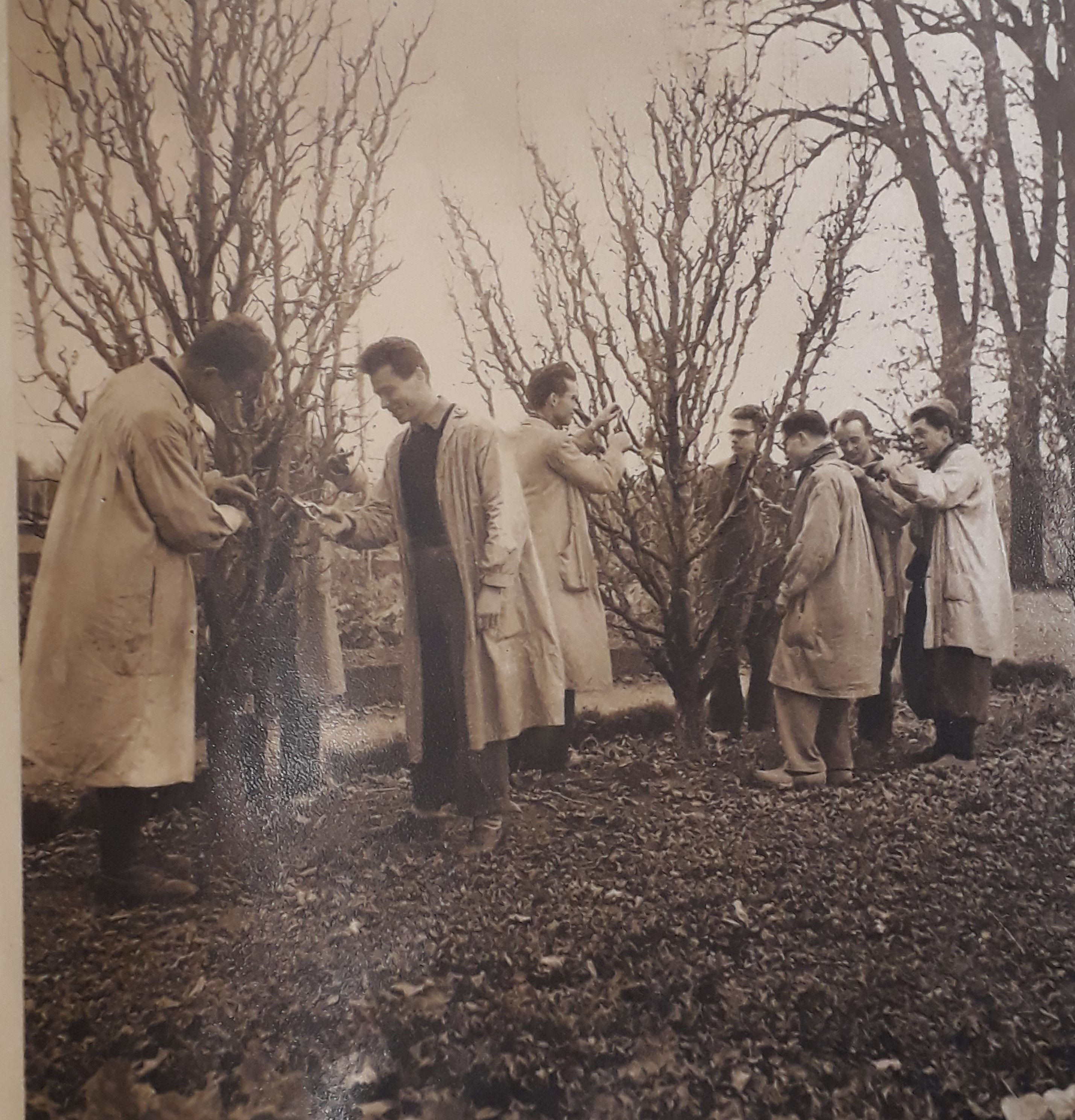
Greffage.
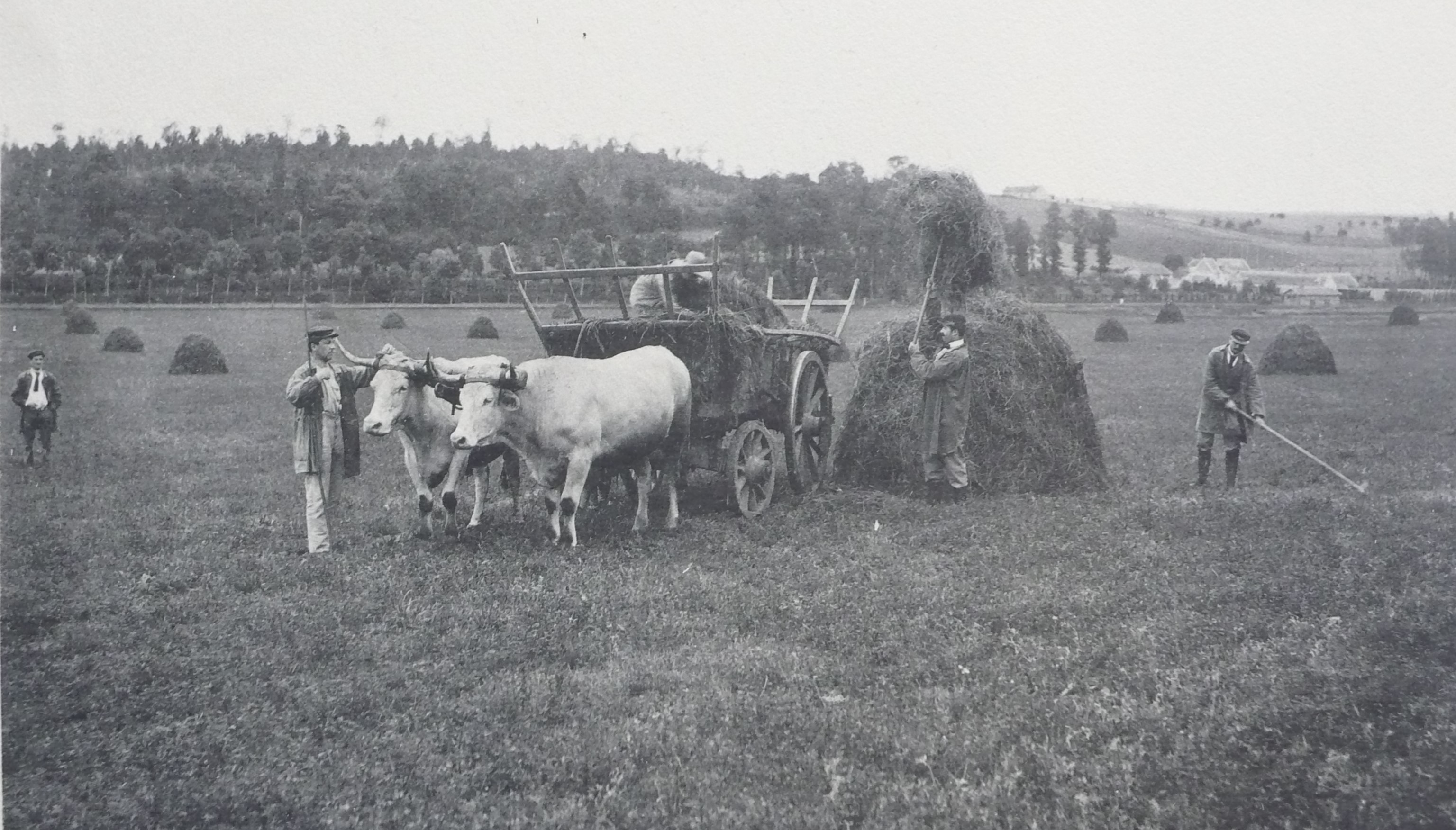
Fenaison.

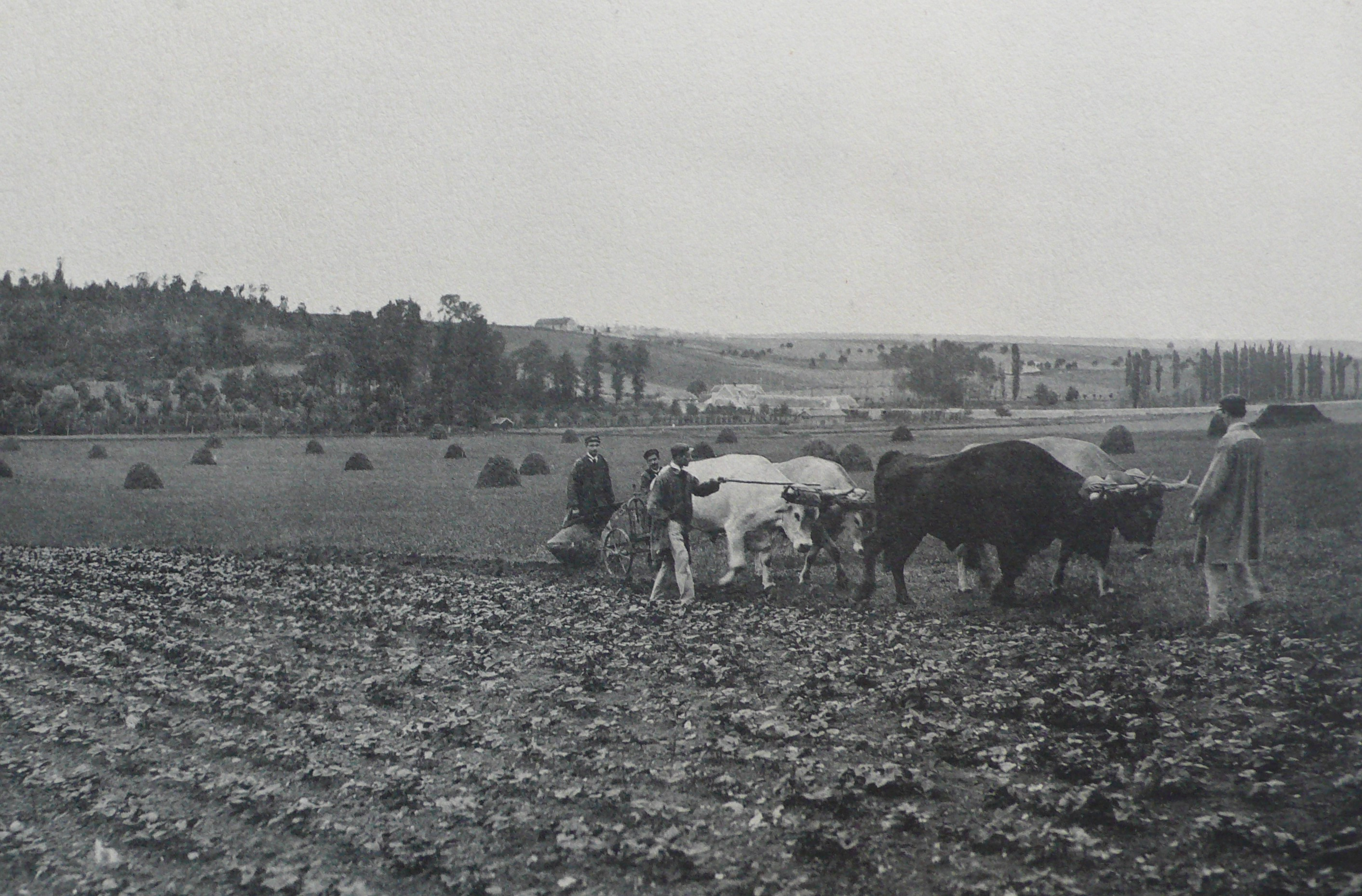
Travaux des champs.
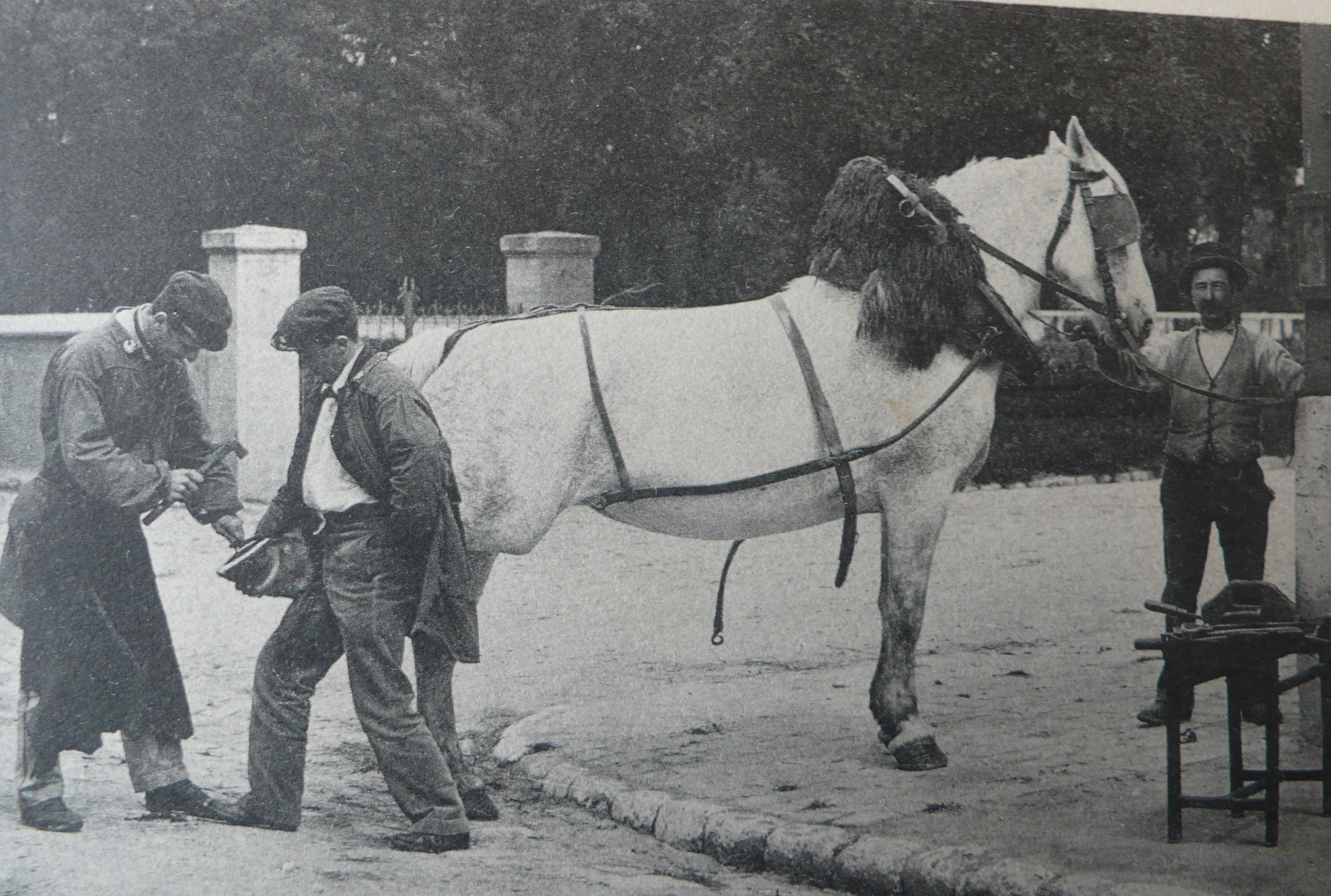
Maréchal ferrant.
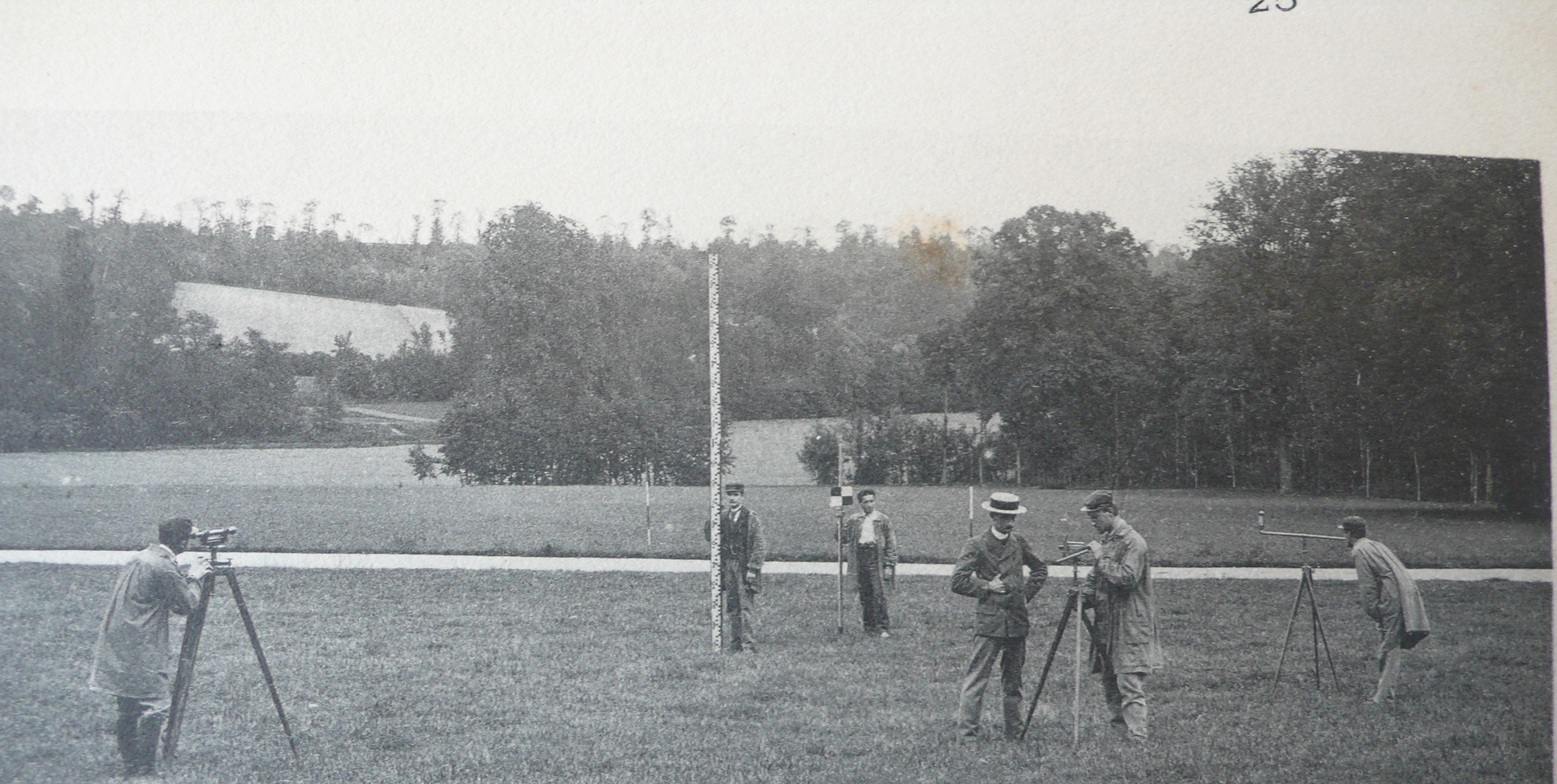
Arpentage.

### Professeurs
Quelques uns des professeurs qui ont exercé à l'école de Grignon :
- M. Briaune, principal puis professeur d'économie rurale (1830 - 1838)
- M. Philippar, professeur d'horticulture et botanique (années 1830)
- M. Heuzé, professeur d'agriculture (1849-1868)
- M. Pouriau, docteur es sciences, sous directeur et professeur de géologie et météorologie (1867)
- M. Velter, ingénieur de l'Ecole centrale, répétiteur en géologie et météorologie (1867)
- M. Dehérain, docteur es sciences, chargé du cours de chimie agricole (1867)
- M. Grandvoinnet, ingénieur, professeur de génie rural (1867)
- M. Gobin, professeur de zootechnie (1867)
- M. Reinbold, chef jardinier (1867)
- M. Henrion, répétiteur d'économie rurale (1867)

## Anciens élèves
- Charles-Victor Garola
- Gilles Grandjouan
- Jacques Diouf
- Jean Dybowski
- Léon Uhl
- Louis Vatrican
- Henri Stehlé
- Jean-Jules Bodin, directeur de l'école pratique d'agriculture des Trois-Croix à Rennes et auteur d'un grand nombre d'ouvrages de vulgarisation des connaissances des plantes[23].
- Aaron Aaronsohn, connu pour avoir découvert le blé sauvage (Triticum dicocoides) ce qui constitue une découverte agronomique importante[24].

Par ailleurs, l'école a reçu de nombreux étudiants internationaux. Dans l'ouvrage décrivant le pavillon de Grignon à l'exposition universelle de 1867, une carte indique la répartition des anciens élèves par pays. Un très grand nombre de contrées sont représentés entre l'Europe et l'Amérique. En considérant les effectifs les plus importants : vingt-deux anciens élèves sont autrichiens, vingt-quatre sont russes, vingt-deux sont turcs, vingt et un sont anglais, quatorze algériens, treize belges, treize brésiliens, onze espagnols et onze prussiens. Dans un article paru dans le Journal d'agriculture pratique en 1896 sur les taux de réussite aux examens de fin d'étude, parmi les lauréats, on peut compter des étudiants venant de l'Angleterre, la Turquie, l'île Maurice, l'île de la Réunion, ou encore le Portugal.
D'après les études statistiques, l'école formait en partie des agriculteurs et en partie des fonctionnaires et des employés. Parmi les promotions 1886-1895, 45 % des anciens élèves ont travaillé pour l'administration ou l'enseignement agricole, dans les industries ou bien devenaient chefs de culture, tandis que 54 % travaillaient ensuite pour leur compte en tant qu'agriculteurs (44 %) ou dans la filières de l'industrie laitière, du commerce de produits agricoles. Cette proportion se renforce pour les promotions 1896-1905, car c'est alors 60 % des élèves qui travaillent à leur compte, dont la moitié en tant qu'agriculteurs, contre 40 % qui sont fonctionnaires ou employés.